# Owada
Owada – herb szlachecki pochodzący z okresu dynastii Piastów.

## Opis herbu
W czerwonym polu – na zielonym pagórku – brama złota ukoronowana o dwóch drzwiach – nad nią korona królewska – nad hełmem w koronie – trzy pióra strusie.

## Legenda herbowa
Herb ten nadano rycerzowi strzegącemu Bolesława Śmiałego w wyprawie na Kijów. Za to, że król bezpiecznie dotarł do kijowskiej Złotej Bramy.

## Herbowni
Cejzik, Cyzik, Gronowicz, Owada, Pętlicki, Reganowski, Wilicki

## Źródła historyczne
- Andrzej Brzezina Winiarski – Herby szlachty Rzeczypospolitej. Wydawnictwo De Facto, Warszawa 2006
- Tadeusz Gajl – Herby szlacheckie Rzeczypospolitej Obojga Narodów, Wydawnictwo L&L, Gdańsk 2003
- Janusz Wilicki (Łódź) – dokumenty i przekazy rodzinne
- Kasper Niesiecki, Herbarz polski, wyd. J.N. Bobrowicz, Lipsk 1839-1845
- Alfred Znamierowski, Herbarz rodowy, Świat Książki, Warszawa 2004.